# Slag bij Košare
De Slag bij Košare (Servisch: Битка на Кошарама, Bitka na Košarama; Albanees: Beteja e Kosharës) was van 9 april 1999 tot 10 juni 1999 een veldslag tijdens de Kosovo-oorlog die werd uitgevochten tussen het Joegoslavisch leger en het paramilitaire Albanese UÇK. Het vond plaats in de omgeving van het dorpje Košare in de regio Gjakovë, vlak bij de grens van destijds Joegoslavië en Albanië.

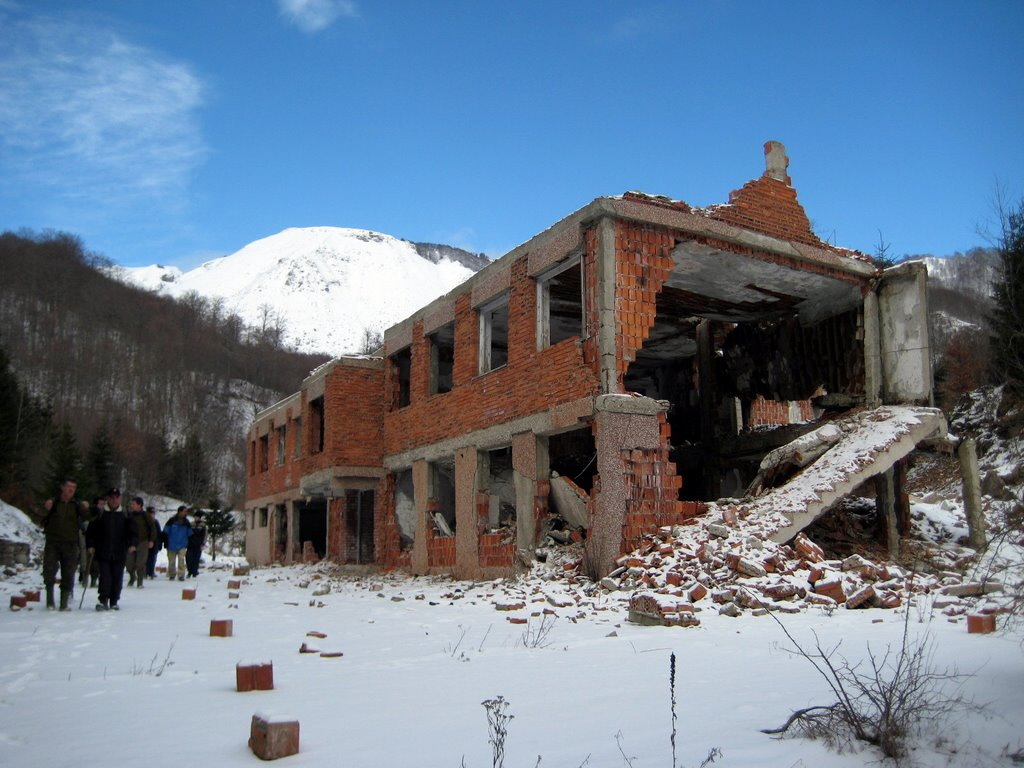
Beeld van Košare gedurende de Kosovo-oorlog

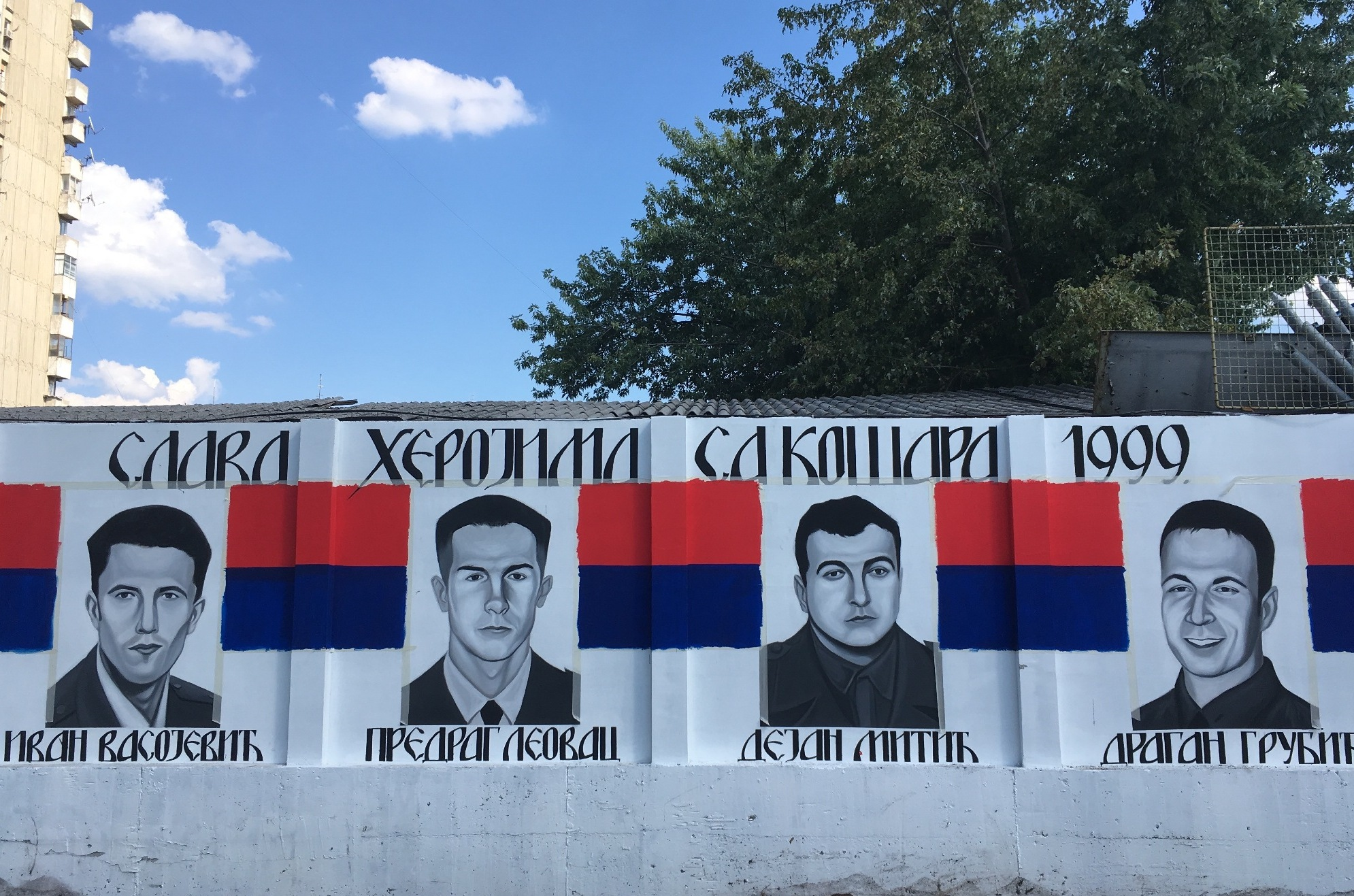
Herdenking van gesneuvelde Servische soldaten tijdens de veldslag in Košare

De troepen van het UÇK probeerden Kosovo binnen te komen vanuit Albanië en sneden de routes van het Joegoslavisch leger af. De Albanezen slaagden erin de militaire kazerne in Košare van het Joegoslavisch leger in te nemen na een massaal vuurgevecht met de Joegoslavische soldaten. Het UÇK kreeg gedurende deze missie steun van het Albanese leger, de Albanese commandant Kudusi Lama coördineerde de luchtaanvallen in samenspraak met NAVO-opperbevelhebber Wesley Clark. De tactieken over land werden bedacht en uitgevoerd door het UÇK.   
De Slag bij Košare is een van de beruchtste veldslagen gedurende de Kosovo-oorlog, mede door de aanzienlijke aantallen gesneuvelde soldaten. Hierdoor kregen enkele van hen later onderscheidingen:
- De gesneuvelde Albanese commandant Agim Ramadani en zijn voornaamste rechterhand Sali Cekaj werden benoemd tot helden van Kosovo zes jaar na de veldslag.

- In 2017 werd in Novi Beograd een boulevard geopend met de naam Helden van Košare, de naam was op initiatief van de Servische burgers.

- In 2020 kreeg Dragutin Dimčevski, een commandant aan Joegoslavische zijde tijdens de veldslag, voor zijn bijdrage een onderscheiding van de Servische president Aleksandar Vučić.

Slag van Likošane · Slag van Prekaz · Slag van Llapushnik · Slag van Glodjane · Slag om de Belaćevac-kolenmijn · Slag om Lođa · Slag van Orahovac · Slag van Junik · Operatie Fenix · Slag van Podujevo · Slag van Košare · Albanees-Joegoslavische grensconflicten · Slag van Paštrik · Slag om Marec · Hinderlaag bij Mitrovica · Hinderlaag bij Meja · Hinderlaag bij Suharekë · Hinderlaag bij Suva Reka · Hinderlaag bij Kaçanik
Sloveense Oorlog (1991) · Kroatische Oorlog (1991-95) · Bosnische Burgeroorlog (1992-95) · Kroatisch-Bosniakse Oorlog (1992-94) · Kosovo-oorlog (1998-99) · Operatie Allied Force (1999) · Conflict in de Preševo-vallei (2001) · Macedonisch conflict (2001)